# Arpád Račko
Arpád Račko (Szolnok, 17 de julio de 1930-Košice, 2 de enero de 2015) fue un famoso escultor eslovaco. 

## Estudios
Arpád Račko estudió en la prestigiosa Academia de Artes Creativas de Praga, en el estudio artístico de Jan Lauda. En su obra es notable la influencia ejercida por los escultores checos Josef Václav Myslbek y Jan Štursa.

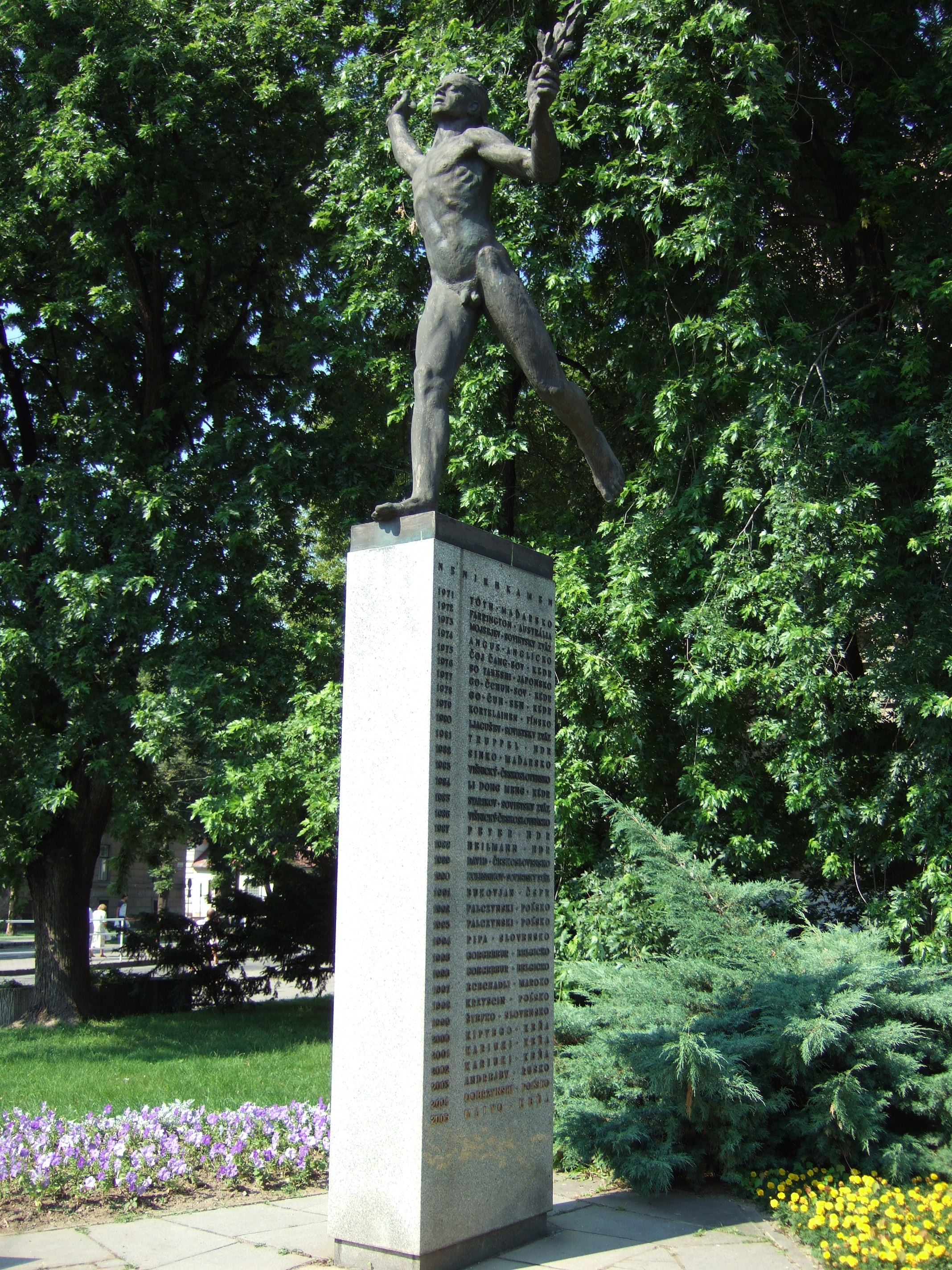
Corredor de maratón

## Obras
A lo largo de su vida Arpád Račko creó docenas de esculturas, retratos y relieves. Sus trabajos más conocidos son la Estatua del maratonista ("Maratónec"), que se encuentra en la Plaza del Maratón de la Paz ("Námestie Maratónu mieru"), hecha en 1959; y la Estatua del escudo de armas de Košice ("Erb mesta Košice") en la Calle Principal, ("Hlavná ulica"), que hizo en el año 2002.

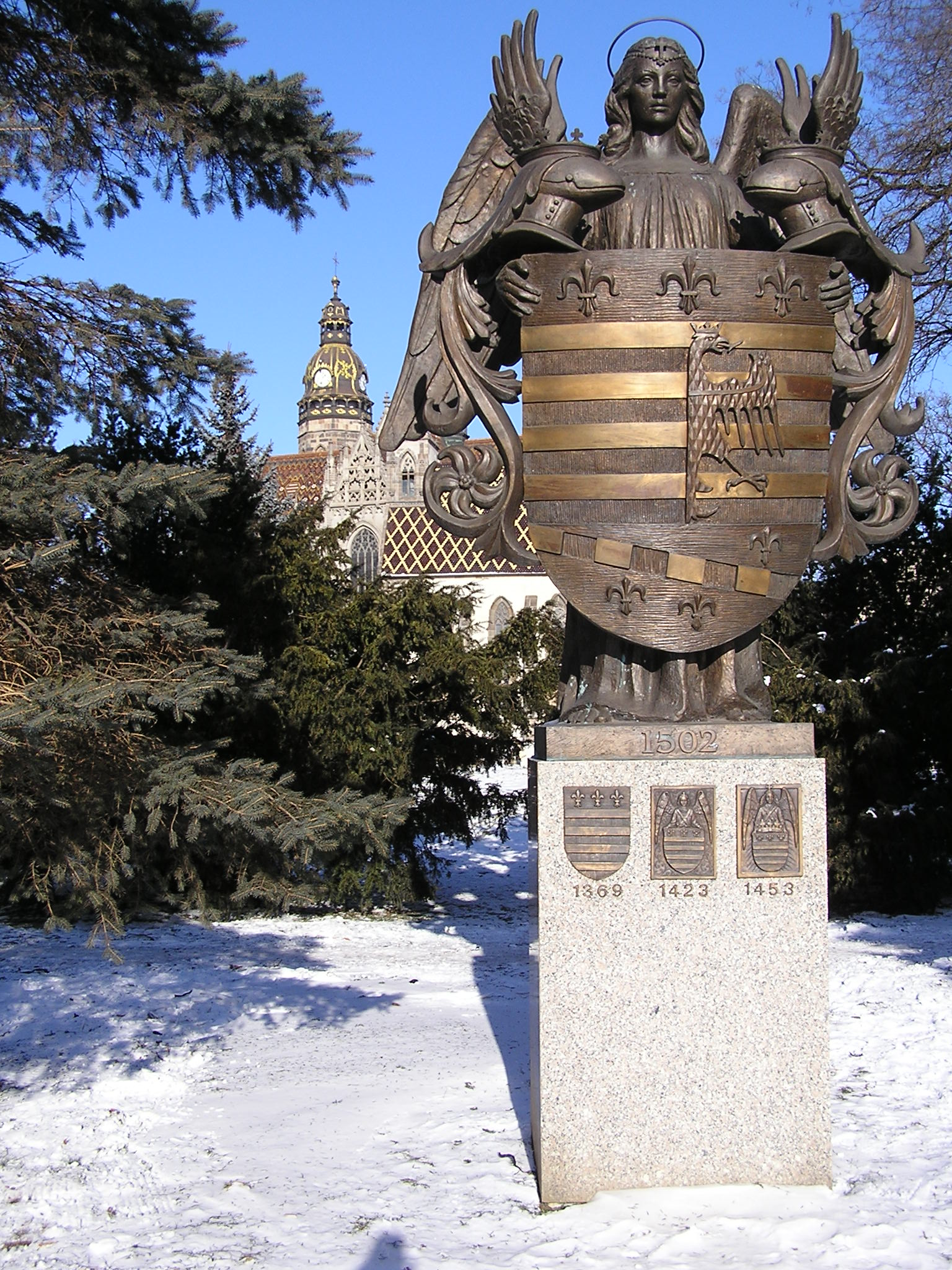
Escudo de armas de la ciudad de Košice.